# Saint-Sulpice-le-Guérétois
Saint-Sulpice-le-Guérétois – miejscowość i gmina we Francji, w regionie Nowa Akwitania, w departamencie Creuse. Nazwa miejscowości pochodzi od imienia św. Sulpicjusza.
Według danych na rok 1990 gminę zamieszkiwało 1879 osób, a gęstość zaludnienia wynosiła 52 osoby/km² (wśród 747 gmin Limousin Saint-Sulpice-le-Guérétois plasuje się na 51. miejscu pod względem liczby ludności, natomiast pod względem powierzchni na miejscu 108.).